# Stradario di Aosta
Elenco delle strade di Aosta.
Caratteristica dell'odonomastica aostana è il suo essere interamente bilingue italiano-francese.
In alcuni casi le forme in italiano sono state ottenute dalla traduzione di quelle francofone preesistenti, come per Via Caduti del lavoro, da Rue Victimes du travail; in altri casi invece le forme francofone preesistenti non sono state tradotte in quanto caratteristiche della toponomastica originale, come per Via Trotechin, da Rue Trotechin.
Nel caso di odonimi riferiti a persone, talvolta nella resa nelle due lingue si è preferito tradurre i nomi, come nel caso di Via Arturo Verraz, dal francese Rue Arthur Verraz.
Alcune vie presentano unicamente la versione in francese.

## Galleria d'immagini

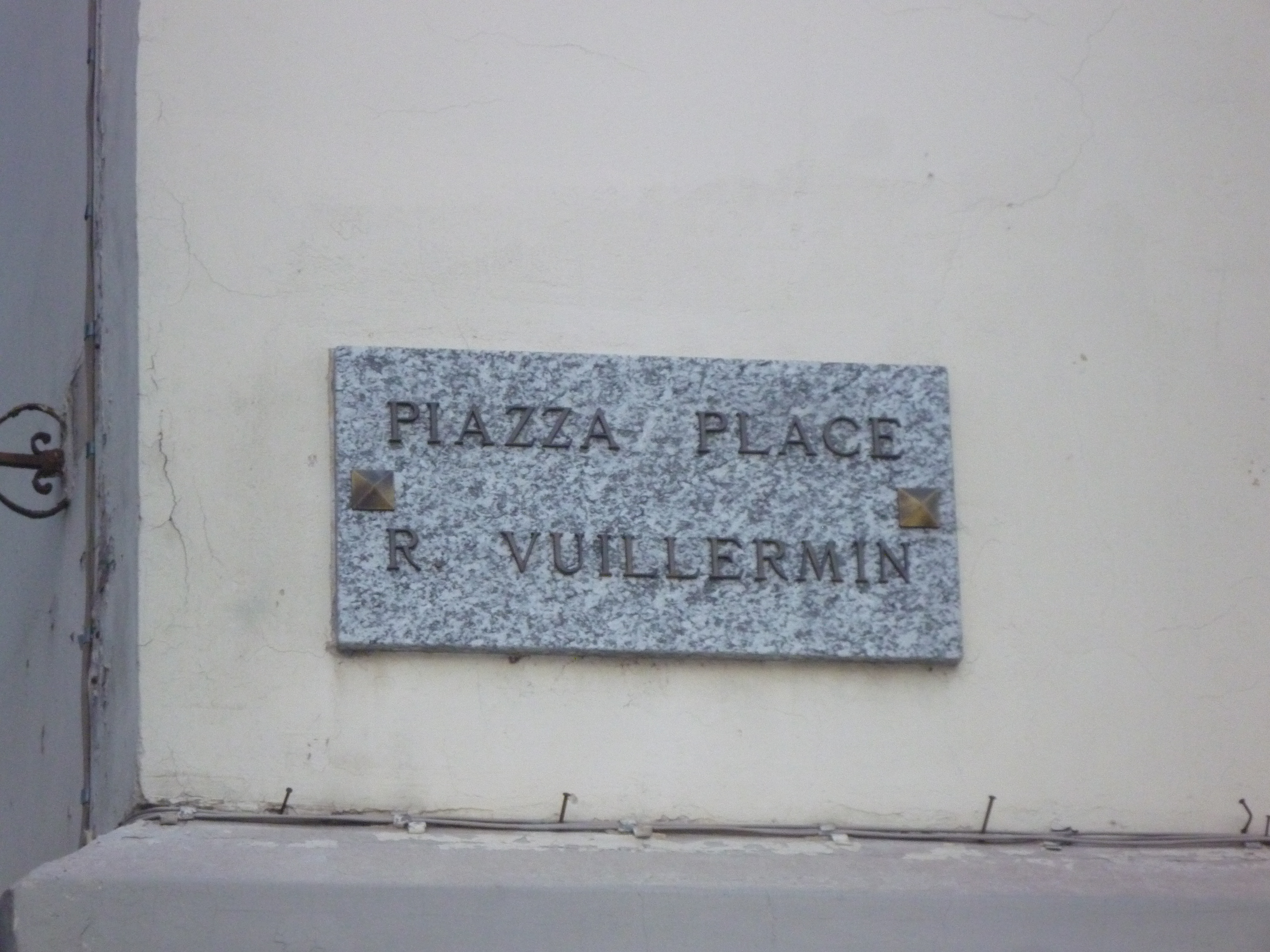
Targa bilingue in stile tipico.
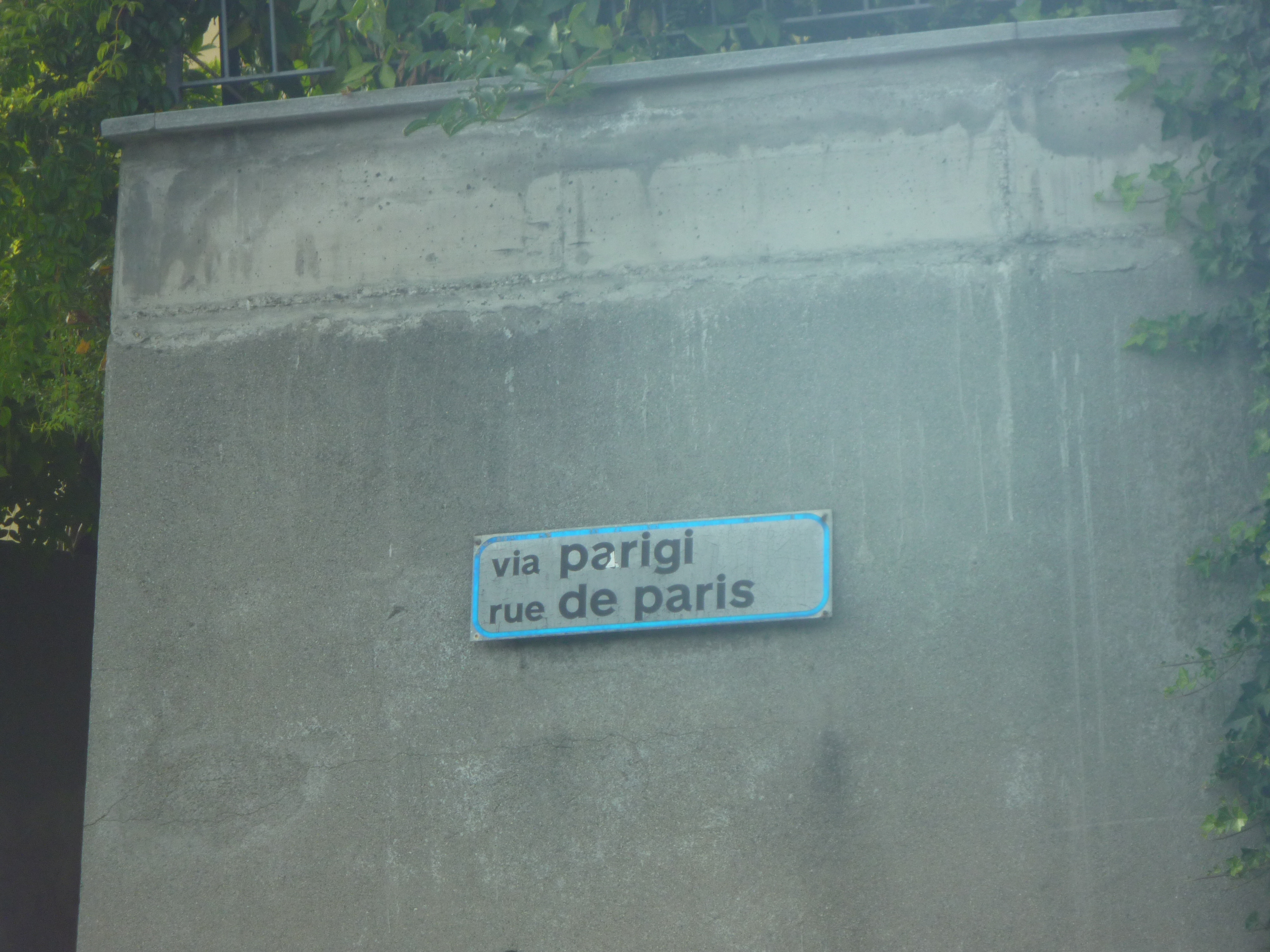
Targa standard bilingue.
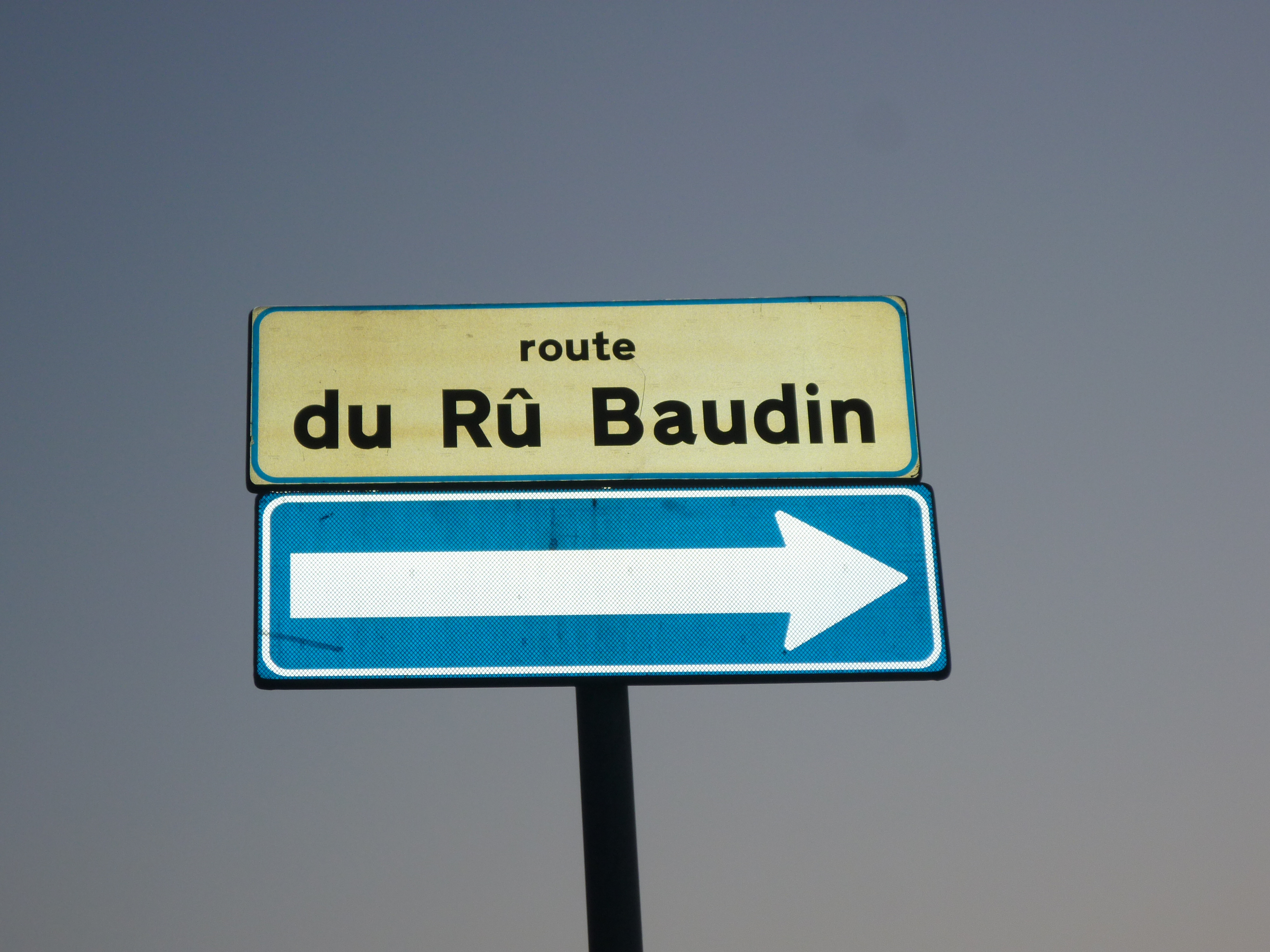
Targa standard monolingue francese.
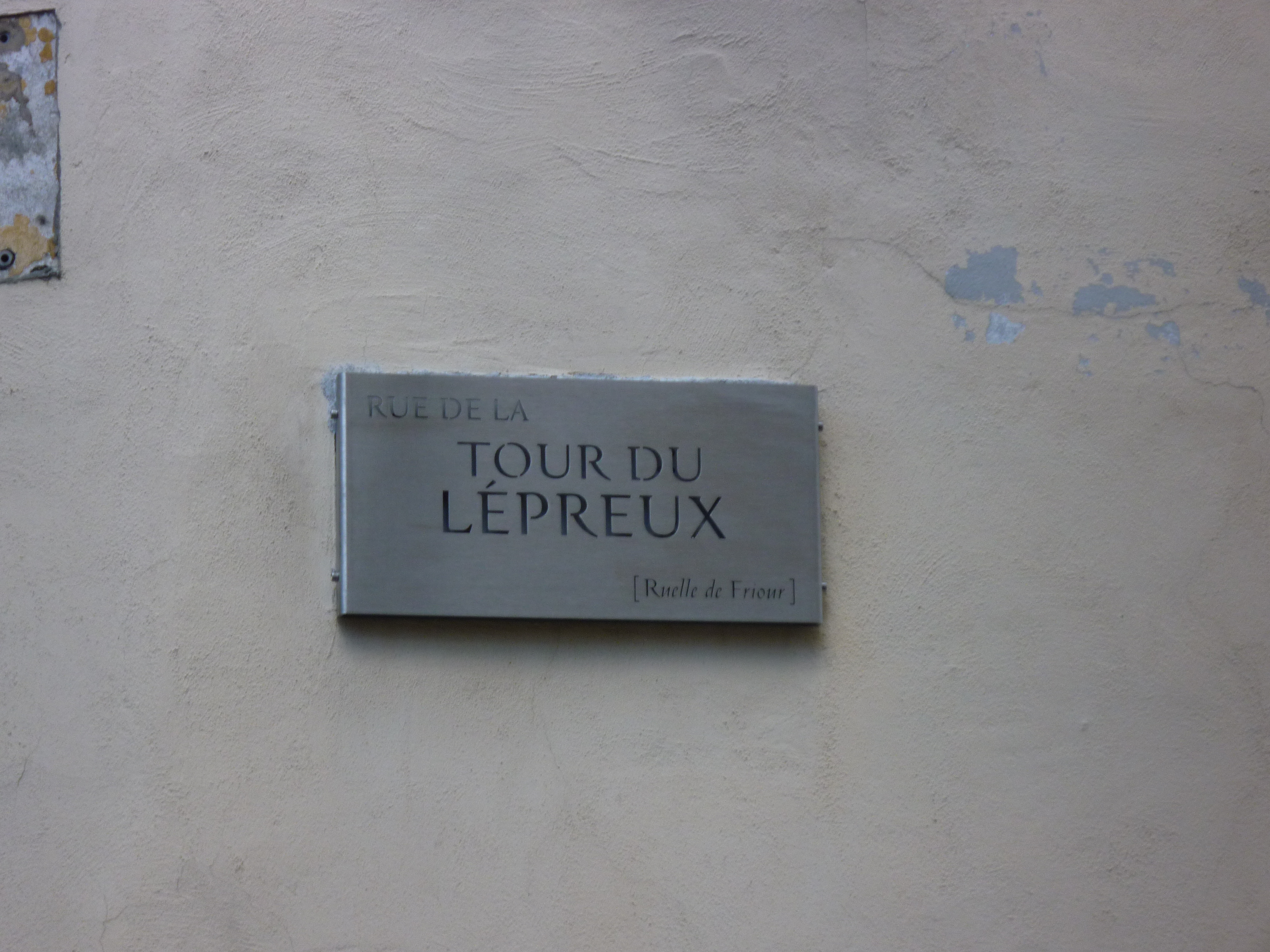
Nuova targa monolingue francese.
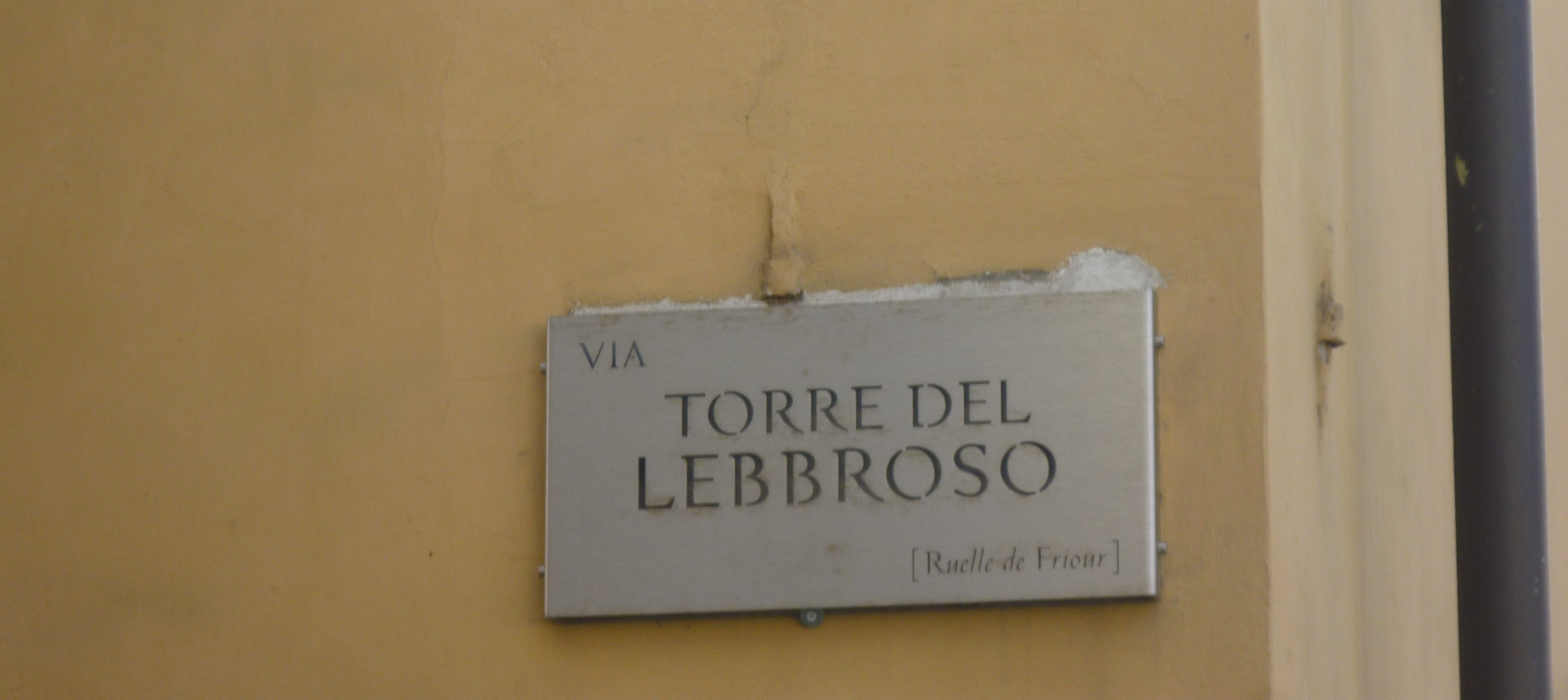
Nuova targa monolingue italiano.
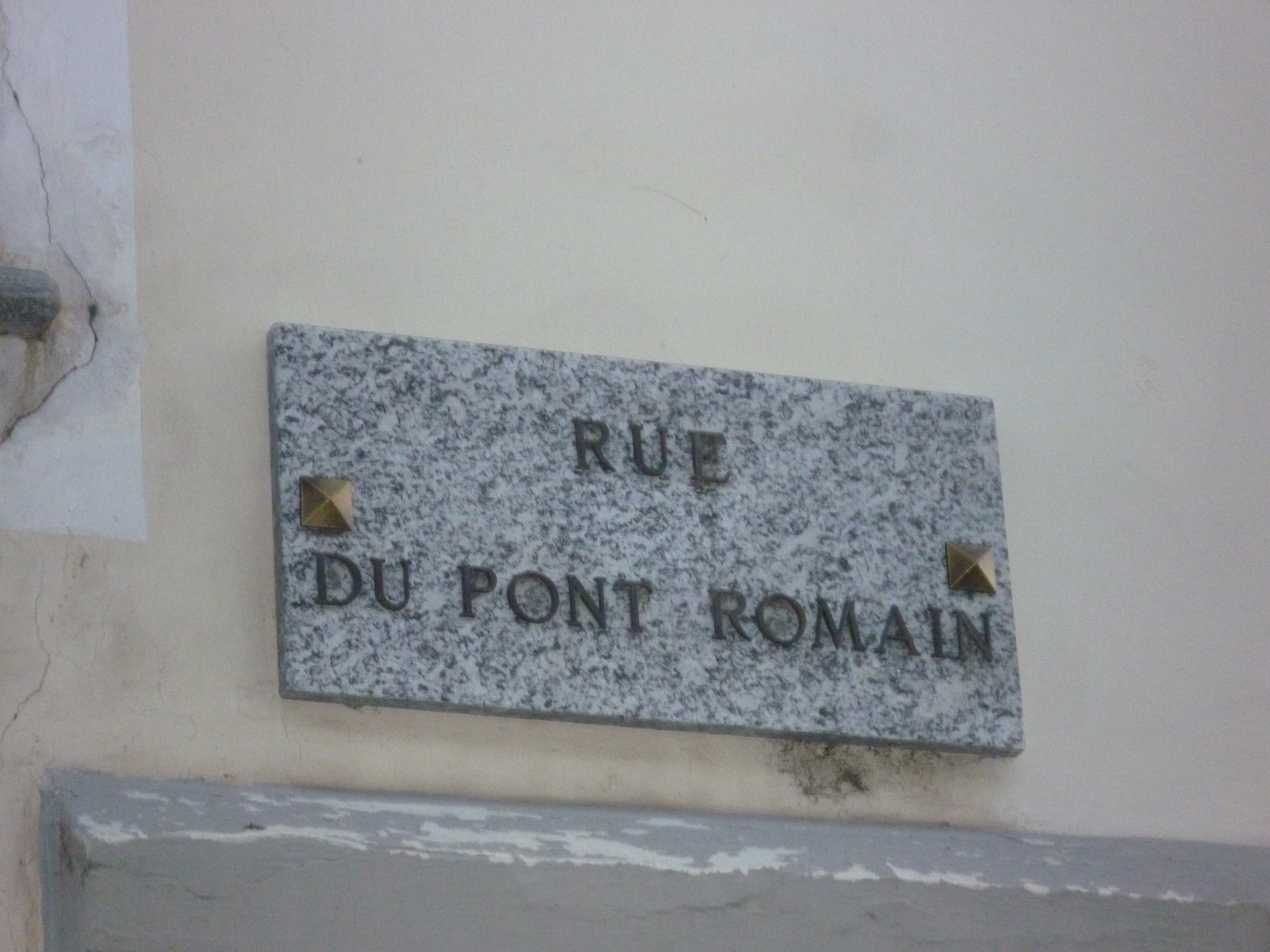
Targa monolingue francese in stile tipico.
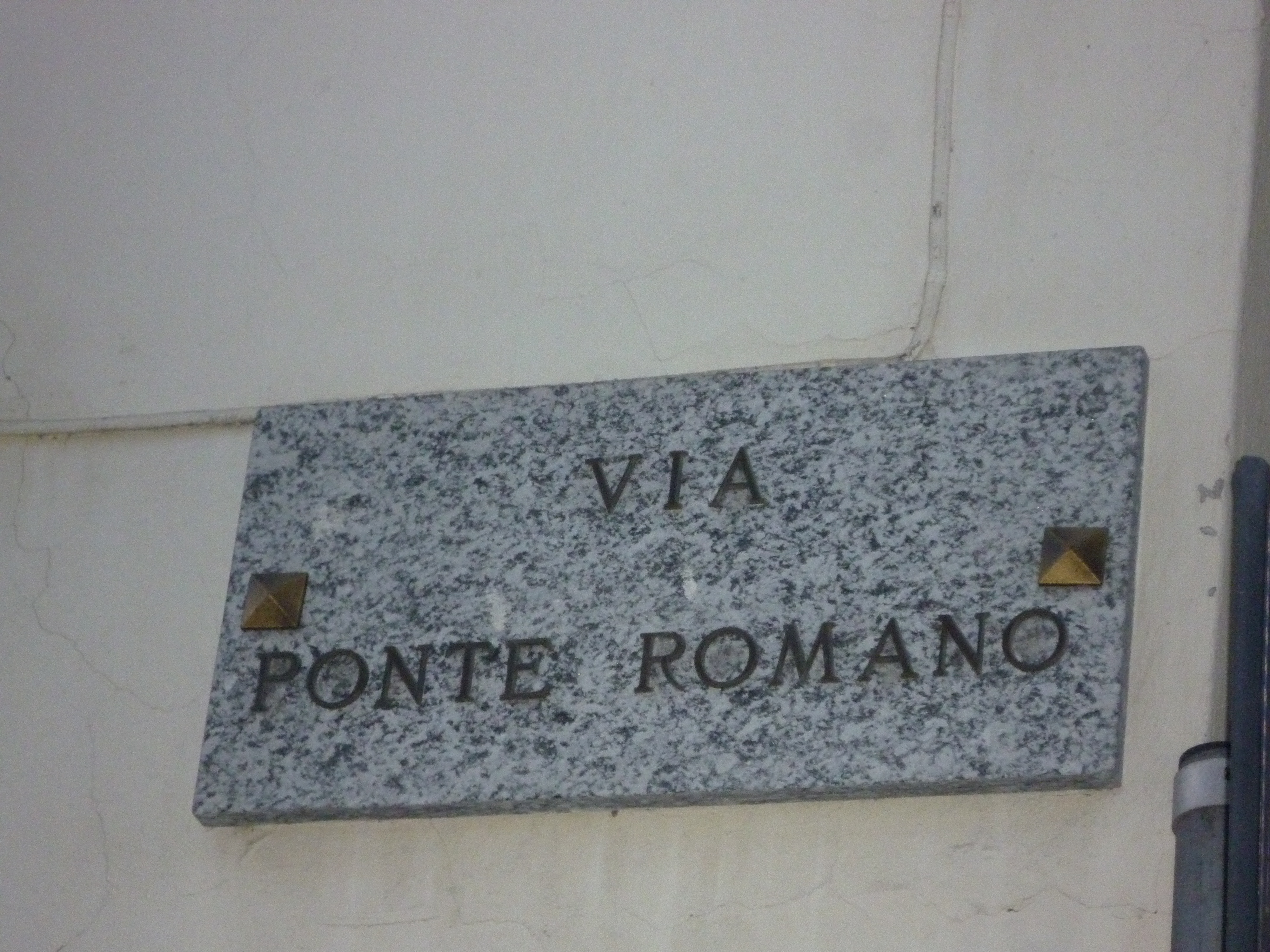
Targa monolingue italiano in stile tipico.

## A
| Nome in italiano              | Nome in francese             | Quartiere/località             | Note |
| ----------------------------- | ---------------------------- | ------------------------------ | --- |
| Piazza Académie Saint-Anselme | Place Académie Saint-Anselme | Centro della città             | Società accademica fondata il 29 marzo 1855 dal priore Jean-Antoine Gal. |
| Via Adamello                  | Rue de l'Adamello            | Saint-Martin-de-Corléans       | Massiccio delle Alpi retiche. |
| Via colonnello Edoardo Alessi | Rue colonel Édouard Alessi   | Quartiere Cogne                | Colonnello valdostano (Aosta, 1897 - Colombera di Sondrio, 1945) dei Carabinieri, insignito di due medaglie al valore, fugge in Svizzera per non collaborare con i nazi-fascisti l'8 settembre 1943. Rientra come partigiano per organizzare la resistenza in Valtellina, dov'è colpito a morte in battaglia.                                                |
| Piazza dell'ancien abattoir   | Place de l'ancien abattoir   | Quartiere Buthier              | Piazza retrostante l'ex macello civico. |
| Via Anfiteatro                | Rue de l'amphithéâtre        | Centro storico - Vieille ville | Via dedicata all'anfiteatro romano di Aosta. |
| Via Sant'Anselmo              | Rue Saint-Anselme            | Centro storico - Vieille ville | Già Rue du faubourg Saint-Ours dalla Porta Prætoria fino alla Collegiata di Sant'Orso e Rue du Bovarnier fino all'Arco d'Augusto, via dedicata al teologo, filosofo, arcivescovo di Canterbury e dottore della Chiesa valdostano (1033/1034-1109), naturalizzato britannico, che visse in Normandia e in Inghilterra.                                        |
| Via dell'Archet               | Rue de l'Archet              | Centro della città             | Signori di Morgex, dove si trova la Tour de l'Archet. |
| Via dell'archibugio           | Rue du jeu de l'arquebuse    | Centro della città             | Via dedicata all'edificio presso il Pont Saint-Genis, all'angolo tra corso Battaglione Aosta e viale Partigiani, sede della Association des arbalétriers (fond. 1206), della Compagnie du jeu de l'arquebuse (1427) e della Société des chevaliers tireurs (1838), demolito nel 1929 per far posto a una palestra della Gioventù del Littorio.               |
| Piazza dell'Arco d'Augusto    | Place de l'Arc d'Auguste     | Ponte di pietra                | Piazza dell'Arco di trionfo romano di Augusto. |
| Strada de la Riondaz          | Route de la Riondaz          | La Riondaz                     | Toponimo. |
| Via Artanavaz                 | Rue de l'Artanavaz           | Tzambarlet                     | Torrente della valle del Gran San Bernardo. |
| Via Édouard Aubert            | Rue Édouard Aubert           | Centro storico - Vieille ville | Già Rue du Marché-Vaudan, via dedicata al pittore e archeologo francese (Parigi, 1814 - Parigi, 1889), autore in particolare della raccoltà di incisioni La Vallée d'Aoste (éd. Aymot, 1860) che insieme ad altre opere fece conoscere la Valle d'Aosta in Europa. La via cambiò nome in Via IX Maggio dal 1937 al 1946 per volontà delle autorità fasciste. |
| Via Claude d'Avise            | Rue Claude d'Avise           | Centro storico - Vieille ville | Già Ruelle de Tacomet, via dedicata al membro (? - 1586) della famiglia nobile D'Avise, signori della Valgrisenche a partire dalla fine del XII secolo e una delle poche famiglie non sottomesse ai Savoia, possessori di tre castelli: il castello di Avise, il castello di Blonay e la casaforte del Cré.                                                  |
| Via Vittorio Avondo           | Rue Victor Avondo            | Quartiere Buthier              | Pittore piemontese (1836-1910) responsabile della ristrutturazione del castello di Issogne e della rivalorizzazione di alcuni dei principali castelli della Valle d'Aosta insieme a Alfredo d'Andrade, Federico Pastoris e Giuseppe Giacosa. |

## B
| Nome in italiano                  | Nome in francese                  | Quartiere/località                                         | Note |
| --------------------------------- | --------------------------------- | ---------------------------------------------------------- | --- |
|                                   | Rue du bailliage                  | Bourg Saint-Ours                                           | Già Rue de Casei e rinominata "Via Torre dei balivi" durante l'epoca fascista, via dedicata all'autorità cittadina medievale. Presenta unicamente la versione in francese. |
| Corso Battaglione Aosta           | Avenue Bataillon Aoste            | Centro della città                                         | Battaglione valdostano degli Alpini decorato al valore per la guerra del 1915-1918. Corrisponde al tratto della Via delle Gallie che attraversava l'antico Faubourg Saint-Genis al di là del ponte sulla Rive de la cité.                                                                                       |
| Piazza Battaglione Cervino        | Place Bataillon Cervin            | Quartiere Dora                                             | Battaglione valdostano degli Alpini. |
| Via Cesare Battisti               | Rue César Battisti                | Quartiere Cogne                                            | Geografo, politico e irredentista italiano (1875-1916). |
| Strada del rû Baudin              | Route du rû Baudin                | Saumont                                                    | Toponimo. |
| Via Beauregard                    | Rue de Beauregard                 | Beauregard                                                 | Toponimo. |
| Via Saint Bernard de Menthon      | Rue Saint Bernard de Menthon      | Centro storico - Vieille ville                             | Già Rue dessous des prêtres, via dedicata al presbitero (923 o 996? - 1008 o 1081?), canonico regolare ad Aosta, chiamato localmente anche Saint Bernard du Mont-Joux, patrono dei colli alpini del Grande e del Piccolo San Bernardo, che collegano la Valle d'Aosta rispettivamente al Vallese e alla Savoia. |
| Via Aimé Berthet                  | Rue Aimé Berthet                  | Quartiere Dora                                             | Protagonista dell'autonomia valdostana (1913-1971). |
| Via delle betulle                 | Rue des bouleaux                  | Localités: Les Fourches, Bibian, Collignon, Gotrau, Pallin | |
| Via barone Emmanuel Bich          | Rue baron Emmanuel Bich           | Saint-Martin-de-Corléans                                   | Già Rue du temple. Via intitolata al barone originario di Châtillon (1800-1866), sindaco di Aosta e bisnonno del barone Marcel Bich. |
| Via Lino Binel                    | Rue Lino Binel                    | Tzambarlet                                                 | Protagonista dell'autonomia valdostana (1904-1981) |
| Strada di Bioulaz                 | Route de Bioulaz                  | Bioulaz                                                    | Toponimo. |
| Via Bonaventure-Philibert Bornyon | Rue Bonaventure-Philibert Bornyon | Bibian                                                     | Giurista membro della commissione che nel XVI secolo si occupò della redazione del Coutumier, la raccolta di leggi del Ducato di Aosta. |
| Strada di Borgnalle               | Route de Borgnalle                | Borgnalle                                                  | Toponimo. |
| Via canonico Justin Boson         | Rue chanoine Justin Boson         | Quartiere Buthier                                          | Canonico valdostano (1863-1954), professore di filologia orientale all'Università Cattolica di Milano, paleografo, presidente dell'Académie Saint-Anselme. |
| Via Bramafam                      | Rue de Bramafam                   | Centro della città                                         | Via che collega la Maison Savouret alla Tour Bramafam. |
| Via canonico Joseph Bréan         | Rue chanoine Joseph Bréan         | Saint-Martin-de-Corléans                                   | Presbitero scrittore (Parigi, 1910 - Aosta, 1953), fondatore del Cercle de la culture valdôtaine e autore dell'Anthologie littéraire valdôtaine. Protagonista dell'autonomia valdostana. |
| Strada di Brenlo                  | Route de Brenlo                   | Brenlo                                                     | Toponimo. |
| Via Jules Brocherel               | Rue Jules Brocherel               | Saint-Roch                                                 | Alpinista e etnologo, originario di Courmayeur (1871-1954). |
| Via dei bucaneve                  | Rue des perce-neige               | Bibian                                                     | |
| Strada di Busséyaz                | Route de Busséyaz                 | Busséyaz                                                   | Toponimo. |
| Via Buthier                       | Rue du Buthier                    | Quartiere Dora                                             | Fiume della Valpelline, secondo corso d'acqua della Valle d'Aosta dopo la Dora Baltea, nella quale si getta ad Aosta. |

## C
| Nome in italiano                    | Nome in francese                     | Quartiere/località             | Note |
| ----------------------------------- | ------------------------------------ | ------------------------------ | --- |
| Piazza Caduti nei lager nazisti     | Place Victimes des lagers nazis      | Centro della città             | |
| Via Caduti sul lavoro               | Rue Victimes du travail              | Quartier du Buthier            | |
| Strada dei Cappuccini               | Chemin des Capucins                  | Les Capucins                   | Strada dell'ex seminario minore appartenente ai frati cappuccini aostani, oggi sede dell'Università della Valle d'Aosta. |
| Via Carabel                         | Rue Carabel                          | Centro storico - Vieille ville | Già Rue Saint-Sauveur, via dedicata alla famiglia nobile che ha risieduto nel palazzo Roncas, di cui un membro, François, fu sindaco della città dal 1597 al 1598. |
| Via Giosuè Carducci                 | Rue Giosuè Carducci                  | Centro della città             | Poeta italiano (1835-1907). |
| Via Georges Carrel                  | Rue Georges Carrel                   | Centro della città             | Già Avenue de la gare, via dedicata al sacerdote, scienziato e divulgatore scientifico valdostano (1800-1870). |
| Via maggiore Joseph Cavagnet        | Rue majeur Joseph Cavagnet           | Quartiere Cogne                | Maggiore dell'esercito (Cogne, 1913 - Aosta, 1964), capo partigiano. |
| Piazza Cavalieri di Vittorio Veneto | Place Chevaliers de Vittorio Veneto  | Quartiere Buthier              | Conosciuta localmente come Piazza del mercato e dedicata a un'istituzione della Repubblica Italiana. |
| Piazza Séverin Caveri               | Place Séverin Caveri                 | Centro storico - Vieille ville | Avvocato (1908-1977) e protagonista dell'autonomia valdostana. |
| Via Laurent Cerise                  | Rue Laurent Cerise                   | Centro della città             | Medico valdostano che svolse la sua attività a Parigi (1807-1869). |
| Via Jean-Baptiste Cerlogne          | Rue Jean-Baptiste Cerlogne           | Centro della città             | Poeta valdostano in patois francoprovenzale valdostano, originario di Saint-Nicolas. |
| Via César Chabloz                   | Rue César Chabloz                    | Centro storico - Vieille ville | Sindaco di Aosta (1868-1932). |
| Viale Federico Chabod               | Avenue Frédéric Chabod               | Quartiere Buthier              | Storico, intellettuale e politico italiano, grande patrocinatore dell'autonomia valdostana, primo presidente della regione autonoma (1901-1960). |
| Via punta Chaligne                  | Rue de la pointe Chaligne            | Centro della città             | Montagna a nord della città, punto più elevato del comune di Aosta. |
| Via Challant                        | Rue de Challant                      | Centro della città             | Già Rue du Folliex, via dedicata alla più importante famiglia nobile valdostana. |
| Via Chambéry                        | Rue de Chambéry                      | Centro della città             | Città francese, prefettura del dipartimento della Savoia, antica capitale dello Stato sabaudo. |
| Via Chamolé                         | Rue de Chamolé                       | Centro della città             | Lago alpino situato a monte di Pila. |
| Via capitano Jean-François Chamonin | Rue capitaine Jean-François Chamonin | Quartiere Cogne                | Capitano valdostano (1762-1828), nativo di Valgrisenche, eroe insieme a Claude-Joseph Darbelley della battaglia del Col-du-Mont (1793-94) durante la guerra contro la Francia rivoluzionaria. |
| Piazza Émile Chanoux                | Place Émile Chanoux                  | Centro storico - Vieille ville | Già Rue Saint-François e in seguito Piazza Carlo Alberto, piazza principale della città, dedicata a Émile Chanoux, politico valdostano, notaio e martire per l'autonomia valdostana (1906-1944). |
| Via abbé Pierre Chanoux             | Rue abbé Pierre Chanoux              | Centro storico - Vieille ville | Prete, alpinista e botanico originario di Champorcher, fondatore del giardino alpino Chanousia, al Colle del Piccolo San Bernardo (1829-1909). |
| Via Julien Charrey                  | Rue Julien Charrey                   | Centro storico - Vieille ville | Già Ruelle du palais de l'empereur, via dedicata a un sindaco di Aosta (1876-1917). |
| Via Châtelard                       | Rue de Châtelard                     | Saint-Martin-de-Corléans       | Castello nel comune di La Salle. |
| Via generale Luigi Chatrian         | Rue général Louis Chatrian           | Quartiere Cogne                | Ufficiale (Aosta, 1891 - Roma, 1967) degli Alpini decorato durante la prima guerra mondiale, originario di Torgnon, esperto di cultura militare e di diritto internazionale. |
| Via Chavanne                        | Rue de Chavanne                      | Centro della città             | Torrente affluente della Dora di Verney nel vallone di La Thuile. |
| Via Gilles de Chevrères             | Rue Gilles de Chevrères              | Montan                         | Sindaco di Aosta nel 1333 secondo Jean-Baptiste de Tillier, iscritto nella Chronologie des nobles syndics de la Cité et du Bourg d'Aoste. Si ignorano date e luoghi di nascita e morte. |
| Via Clavalité                       | Rue du val Clavalité                 | Saint-Roch                     | Valle laterale valdostana a sud di Fénis. |
| Via del Collegio Saint-Bénin        | Rue du Collège Saint-Bénin           | Centro della città             | Già Ruelle du collège. |
|                                     | Ruelle des Cogneins                  | Centro storico - Vieille ville | Dedicata agli abitanti di Cogne. Questa via presenta unicamente la versione in francese. |
| Viale Conseil des Commis            | Avenue du Conseil des Commis         | Centro storico - Vieille ville | Istituzione valdostana di gestione del potere a livello regionale (XVI - XVIII secolo). |
| Strada della Consolata              | Route Notre-Dame-de-la-Consolation   | Condemine                      | Toponimo. |
| Strada di Cossan                    | Route de Cossan                      | Cossan                         | Toponimo. |
| Via del Coutumier                   | Rue du Coutumier                     | Champailler                    | Raccolta di leggi del Duché d'Aoste. |
| Via Amilcar Crétier                 | Rue Amilcar Crétier                  | Centro della città             | Alpinista (Verrès, 1909 - Valtournenche, 1933). |
| Via Croix-de-ville                  | Rue Croix-de-ville                   | Centro storico - Vieille ville | Storicamente divisa in Rue du Mauconseil dalla Croix-de-Ville (oggi Place des Franchises) fino all'incrocio con via monseigneur de Sales, e Rue sur Mauconseil o Rue du palais fino a piazza Roncas, via dedicata alla croce eretta di fronte al tempio valdese di Aosta, dopo la cacciata di Pietro Valdo.                                                                                  |
| Strada della Croix-Noire            | Route de la Croix-Noire              | Croix-Noire                    | Toponimo. |
| Viale conte Crotti                  | Avenue comte Crotti                  | Saint-Martin-de-Corléans       | Edoardo Crotti di Costigliole, conte piemontese (Saluzzo, 1799 - Aosta, 1870), direttore della Scuola militare dei nobili in Piemonte e aiutante di campo del viceré sabaudo. Primo segretario d'ambasciata e ministro per interim a Parigi, ministro residente a Bruxelles e plenipotenziario a Berna. Si ritirò in Valle d'Aosta ospite dei conti Passerin d'Entrèves, di cui era parente. |
| Strada di Crou                      | Route de Crou                        | Crou                           | Toponimo. |

## D
| Nome in italiano                     | Nome in francese                     | Quartiere/località                         | Note |
| ------------------------------------ | ------------------------------------ | ------------------------------------------ | --- |
| Via Carlo Alberto dalla Chiesa       | Rue Carlo Alberto dalla Chiesa       | Pont-Suaz                                  | Generale e prefetto (Saluzzo, 1920 – Palermo, 1982) fondatore del Nucleo Speciale Antiterrorismo. |
| Via capitano Claude-Joseph Darbelley | Rue capitain Claude-Joseph Darbelley | Quartiere Cogne                            | Capitano valdostano (Valgrisenche, ? - Piccolo San Bernardo, 1794), eroe insieme a Jean-François Chamonin della battaglia del Col-du-Mont (1793-94) durante la guerra contro la Francia rivoluzionaria. |
| Piazza Albert Deffeyes               | Place Albert Deffeyes                | Centro della città                         | Piazza del Palazzo regionale, sede del governo regionale, piazza intitolata a un protagonista dell'autonomia valdostana (Aosta, 1913 - Aosta, 1953).                                                    |
| Via Dora Baltea                      | Rue de la Doire Baltée               | Quartiere Dora                             | Fiume principale della Valle d'Aosta. |
| Via monsignor Joseph-Auguste Duc     | Rue monseigneur Joseph-Auguste Duc   | Centro storico - Vieille ville             | Vescovo di Aosta (1835-1922), autore di « Histoire de l'Église d'Aoste » in 10 volumi (1901-1915). |
| Via Duca degli Abruzzi               | Rue Duc des Abruzzes                 | Saint-Roch                                 | Esploratore e alpinista (1873-1933). |
| Piazza Ermelinda Ducler              | Place Ermélinde Ducler               | Centro della città                         | Infermiera volontaria della Croce rossa (1909-1943). |
| Strada di Duvet-Tsanté-Pléod         | Route de Duvet-Tsanté-Pléod          | Località collinari: Duvet, Tsanté et Pléod | Toponimi. |

## E
| Nome in italiano   | Nome in francese   | Quartiere/località       | Note |
| ------------------ | ------------------ | ------------------------ | --- |
| Via Edelweiss      | Rue Edelweiss      | Bibian                   | Nome francese (di origine tedesca) della Stella alpina. |
| Via Giorgio Elter  | Rue Georges Elter  | Quartiere Cogne          | Figlio (Cogne, 1924 - Pont-Suaz, 1944) di Franz Elter, direttore delle miniere di Cogne originario di Gressoney-Saint-Jean, partigiano attivo durante la Seconda Guerra mondiale, fuggì dal campo di lavoro di Lajoux per raggiungere la brigata Arthur Verraz attiva in val di Cogne con il soprannome di Plik. |
| Via dell'Esperanto | Rue de l'Espéranto | Quartiere Buthier        | Lingua pianificata da Ludwik Zamenhof (1859-1917). |
| Viale Europa       | Avenue d'Europe    | Saint-Martin-de-Corléans | |
| Via Evançon        | Rue de l'Évançon   | Tzambarlet               | Torrente della val d'Ayas. |

## F
| Nome in italiano            | Nome in francese            | Quartiere/località             | Note |
| --------------------------- | --------------------------- | ------------------------------ | --- |
|                             | Ruelle des Fermes           | Tzambarlet                     | In francese significa Via delle fattorie. Questa via presenta unicamente la versione in francese. |
| Via Alexandre Ferrein       | Rue Alexandre Ferrein       | Centro storico - Vieille ville | Già Rue de Freydoz, dedicata a un canonico della cattedrale di Aosta e giurista vissuto nel XVI secolo. |
| Via Jean-Boniface Festaz    | Rue Jean-Boniface Festaz    | Centro della città             | Già Rue des tanneries, via dedicata al filantropo (1658-1682) e segretario del Ducato di Aosta, fondatore dell'Hospice de charité situato alla sua estremità occidentale. La via cambiò nome in Via Guglielmo Marconi dal 1937 al 1946 per volontà delle autorità fasciste. |
| Via del fiollet             | Rue du fiollet              | Saint-Martin-de-Corléans       | Sport tradizionale valdostano tipico dell'alta valle. |
| Piazza delle franchigie     | Place des franchises        | Centro storico - Vieille ville | Già La Croix-de-Ville, piazza dedicata all'accordo risalente alla dieta del 1191 tra Tommaso I di Savoia e la città di Aosta. |
| Passaggio Folliex           | Passage du Folliex          | Centro storico - Vieille ville | Già Ruelle du croux des bêtes, ortografato in passato anche come Folliez e Follier. Il toponimo Croux-des-bêtes indicava un fossato che costeggiava anticamente questa via.                                                                                                 |
| Via Forum                   | Rue du Forum                | Centro storico - Vieille ville | Già Rue de la place du palais à la cathédrale, via dedicata all'antico foro romano che si trovava nei pressi. |
| Piazza San Francesco        | Place Saint-François        | Centro storico - Vieille ville | Religioso italiano, fondatore dell'ordine mendicante, patrono d'Italia (1181/1182-1226) a cui era dedicato un convento che sorgeva al posto di questa piazza. Gli Challant erano devoti a San Francesco al punto di dedicargli la Confrérie des marchands fondata nel 1628. |
| Via François-Gabriel Frutaz | Rue François-Gabriel Frutaz | Centro della città             | Religioso e storico valdostano (1859-1922). |
| Via Furggen                 | Rue du Furggen              | Saint-Martin-de-Corléans       | Cima del massiccio del Cervino. |

## G
| Nome in italiano                   | Nome in francese                   | Quartiere/località                | Note |
| ---------------------------------- | ---------------------------------- | --------------------------------- | --- |
| Via priore Jean-Antoine Gal        | Rue prieur Jean-Antoine Gal        | Condemine                         | Religioso (1795 - 1867), storico, archeologo e studioso dei resti dell'epoca romana in Valle d'Aosta. Originario di Torgnon.     |
| Viale Giuseppe Garibaldi           | Avenue Joseph Garibaldi            | Quartier du Buthier               | Generale, condottiero e patriota italiano (1087-1882).                                                                           |
| Via Maurice Garin                  | Rue Maurice Garin                  | Tzambarlet                        | Ciclista nativo di Arvier, vincitore del primo Tour de France, nel 1903 (1871-1957).                                             |
| Via Bartolomeo Gastaldi            | Rue Barthélemy Gastaldi            | Saint-Martin-de-Corléans          | Geologo e alpinista torinese (1818-1879).                                                                                        |
| Viale Ginevra                      | Avenue de Genève                   | Centro della città                | Città svizzera, capitale dell'omonimo cantone.                                                                                   |
| Via Jean-Geoffroy (Godefroy) Ginod | Rue Jean-Geoffroy (Godefroy) Ginod | Centro storico - Vieille ville    | Già Rue de Foëndoz, via dedicata al vescovo di Aosta dal 1585 al 1592.                                                           |
| Via San Giocondo                   | Rue Saint-Joconde                  | Centro storico - Vieille ville    | Già Rue des pierres franchises, via dedicata al vescovo di Aosta (.. - 522).                                                     |
| Piazza Giovanni XXIII              | Place Jean XXIII                   | Centro storico - Vieille ville    | Già Place Notre-Dame e conosciuta localmente come Piazza della cattedrale, dedicata a Papa Angelo Giuseppe Roncalli (1881-1963). |
| Via abbé Gorret                    | Rue abbé Gorret                    | Centro storico - Vieille ville    | Prete e alpinista originario di Valtournenche (1836-1907).                                                                       |
| Via Antonio Gramsci                | Rue Antoine Gramsci                | Centro della città                | Già Rue des trois canons, via dedicata al politico, filosofo e giornalista italiano (1891-1937).                                 |
| Via del Gran Paradiso              | Rue du Grand-Paradis               | Quartiere Cogne                   | Catena montuosa della Val di Cogne.                                                                                              |
| Viale Gran San Bernardo            | Avenue du Grand-Saint-Bernard      | Località: Les Fourches, Saraillon | Colle alpino tra Italia e Svizzera.                                                                                              |
| Via Grand-Tournalin                | Rue du Grand-Tournalin             | Saumont                           | Cima tra la Valtournenche et la Val d'Ayas.                                                                                      |
| Via Grand Eyvia                    | Rue de la Grand Eyvia              | Tzambarlet                        | Torrente della Val di Cogne. |
| Via Jules Guédoz                   | Rue Jules Guédoz                   | Centre ville                      | Guida alpina valdostana (1907-1929) originario di Pré-Saint-Didier.                                                              |

## H
| Nome in italiano            | Nome in francese            | Quartiere/località             | Note |
| --------------------------- | --------------------------- | ------------------------------ | --- |
| Via abbé Joseph-Marie Henry | Rue abbé Joseph-Marie Henry | Centro della città             | Presbitero, botanico e alpinista valdostano (1870-1947). |
| Via Hôtel des États         | Rue de l'Hôtel des États    | Centro storico - Vieille ville | Già Ruelle Saint-François, dedicata all'edificio che ospitò il Conseil des Commis, oggi sede espositiva. |
| Via Hôtel des monnaies      | Rue de l'Hôtel des monnaies | Bourg Saint-Ours               | Via dov'è situato l'edificio di proprietà dei fratelli René e Michel Tollein sede della zecca sabauda nel XIV secolo, dismessa nel 1588. Italianizzata durante l'epoca fascista in Via antica zecca e popolarmente conosciuta come Rue de la fausse-monnaie, costeggia la Rive du bourg (detta anche Canal des moulins o Rive Pontel). |

## I
| Nome in italiano     | Nome in francese    | Quartiere/località | Note                                                                         |
| -------------------- | ------------------- | ------------------ | ---------------------------------------------------------------------------- |
| Via Innocenzo V Papa | Rue Pape Innocent V | Centro della città | Secondo certi esperti, Innocenzo V sarebbe nato in Valle d'Aosta, a La Salle |
| Corso Ivrea          | Avenue d'Ivrée      | Saint-Roch         | Città piemontese                                                             |

## K
| Nome in italiano | Nome in francese | Quartiere/località | Note                                  |
| ---------------- | ---------------- | ------------------ | ------------------------------------- |
| Via Kaolack      | Rue de Kaolack   |                    | Città senegalese gemellata con Aosta. |

## L
| Nome in italiano                       | Nome in francese                         | Quartiere/località             | Note |
| -------------------------------------- | ---------------------------------------- | ------------------------------ | --- |
| Corso Lancieri di Aosta                | Avenue des Lanciers d'Aoste              | Tzambarlet                     | Uno dei reparti della Cavalleria italiana tra i più famosi e antichi; attualmente è inquadrato nella Brigata Meccanizzata "Aosta".                                                            |
| Via Larsinaz                           | Rue Larsinaz                             | Quartiere Cogne                | Miniera di Cogne (pron., Larsìna) |
| Via Lavoratori-Vittime del Col du Mont | Rue Travailleurs-Victimes du Col du Mont | Usine Cogne - Pépinière        | |
| Viale Émile Lexert                     | Avenue Émile Lexert                      | Quartiere Cogne                | Partigiano caduto durante la seconda guerra mondiale (1911-1944) |
| Via Liconi                             | Rue Liconi                               | Quartiere Cogne                | |
| Via Jean-Sébastien Linty               | Rue Jean-Sébastien Linty                 | Bourg Saint-Ours               | |
| Corso Padre Lorenzo                    | Avenue Père Laurent                      | Centro della città             | Pierre-Thomas Lachenal, frate cappuccino aostano. Benefattore e fondatore dell'ospizio situato su questo corso, che ancora oggi porta il suo nome (1809-1880)                                 |
| Via Losanna                            | Rue de Lausanne                          | Centro della città             | Città svizzera, capitale del Canton Vaud |
| Via de Lostan                          | Rue de Lostan                            | Centro storico - Vieille ville | Già Ruelle des Ostans, via dedicata a un'antica famiglia nobile aostana, di cui un membro, Mathieu de Lostan, fu balivo di Aosta all'origine della creazione del Conseil des Commis nel 1536. |
| Via Silvano Lucat                      | Rue Sylvain Lucat                        | Centro della città             | |
| Via Lys                                | Rue du Lys                               | Centro della città             | Torrente della valle omonima |

## M
| Nome in italiano               | Nome in francese                | Quartiere/località             | Note |
| ------------------------------ | ------------------------------- | ------------------------------ | --- |
| Via 1º maggio                  | Rue du 1er Mai                  | Pont-Suaz                      | Festa del lavoro. |
| Via Guillaume Maillet          | Rue Guillaume Maillet           | Centro storico - Vieille ville | Già Ruelle de la Tourneuve. |
| Via Xavier de Maistre          | Rue Xavier de Maistre           | Centro storico - Vieille ville | Già Rue de Pertuis, via dedicata allo scrittore savoiardo (1763-1852), autore del racconto Le lépreux de la cité d'Aoste. Visse ad Aosta dal 1773 al 1779 nel Palais Barillier, in via Croix-de-ville e in viale Conseil des Commis. |
| Via Malherbes                  | Rue de Malherbes                | Centro storico - Vieille ville | Già Ruelle de Dandepran. |
| Piazza Innocenzo Manzetti      | Place Innocent Manzetti         | Centro della città             | Conosciuta localmente come Piazza della stazione e dedicata allo scienziato aostano inventore del telefono (1826-1877). |
| Via Marché-Vaudan              | Rue du Marché-Vaudan            | Centro storico - Vieille ville | Già Ruelle de Malherbes. |
| Via Marmore                    | Rue du Marmore                  | Centro della città             | Torrente della Valtournenche |
| Corso Saint-Martin-de-Corléans | Avenue Saint-Martin-de-Corléans | Saint-Martin-de-Corléans       | |
| Via Jean-Laurent Martinet      | Rue Jean-Laurent Martinet       | Centro storico - Vieille ville | Già Rue du faubourg de la rive, via dedicata all'avvocato e politico originario di La Thuile (1800-1858). La via cambiò nome in Via Antonio Bossonetto dal 1937 al 1946 per volontà delle autorità fasciste.                         |
| Via Giacomo Matteotti          | Rue Jacques Matteotti           | Centro della città             | Politico e antifascista italiano (1885-1924) |
| Via Mauconseil                 | Rue du Mauconseil               | Centro storico - Vieille ville | La via cambiò nome in Via maggiore L. Lama dal 1937 al 1946 per volontà delle autorità fasciste. |
| Via Giuseppe Mazzini           | Rue Joseph Mazzini              | Quartiere Buthier              | Conosciuta localmente come Piazza dello stadio (riferita allo stadio Puchoz, via dedicata al patriota, politico e filosofo italiano (1805-1872).                                                                                     |
| Via San Michele                | Rue Saint-Michel                | Centro della città             | |
| Via Jean-Claude Mochet         | Rue Jean-Claude Mochet          | Borgnalle                      | Storico valdostano (1600?-1660?), autore del Porfil historial d'Aouste (XVII s.). |
| Via Mont Gelé                  | Rue du Mont Gelé                | Ponte di pietra                | Vetta situata tra la Valle d'Aosta e il Vallese (3519 m) |
| Via Mont Vélan                 | Rue du Mont Vélan               | Ponte di pietra                | Vetta situata tra la Valle d'Aosta e il Vallese (3731 m) |
| Via Mont Zerbion               | Rue du Mont Dzerbion            | Ponte di pietra                | Vetta tra la Valtournenche e la Val d'Ayas (2722 m) |
| Strada Montagnayes             | Route des Montagnayes           | Saint-Roch                     | |
| Via Monte Bianco               | Rue du Mont Blanc               | Quartiere Cogne                | La vetta più alta d'Europa (4810 m) |
| Via Monte Cervino              | Rue du Mont Cervin              | Quartiere Cogne                | Vetta leggendaria (4478 m) |
| Via Monte Émilius              | Rue du Mont-Émilius             | Saint-Roch                     | Montagna sovrastante Aosta (3559 m) |
| Via Mont-Fallère               | Rue du Mont-Fallère             | Quartiere Cogne                | Vetta situata nel comune di Saint-Nicolas (3061 m) |
| Via Monte Grappa               | Rue du Mont Grappa              | Centro della città             | Montagna situata in Veneto (1775 m) |
| Viale Monte Grivola            | Boulevard du Mont Grivola       | Saint-Martin-de-Corléans       | Vetta del massiccio del Gran Paradiso (3969 m) |
| Via Monte Pasubio              | Rue du Mont Pasubio             | Centro della città             | Massiccio delle Dolomiti (2239 m) |
| Via Monte Solarolo             | Rue du Mont Solarolo            | Centro della città             | |
| Via Monte Vodice               | Rue du Mont Vodice              | Centro della città             | Vetta slovena, luogo di una battaglia importante nella prima guerra mondiale |
| Via Montmayeur                 | Rue de Montmayeur               | Saint-Martin-de-Corléans       | Castello ad Arvier |
| Via Italo Mus                  | Rue Italo Mus                   | Saint-Martin-de-Corléans       | Pittore valdostano nativo di Châtillon (1892-1967) |
| Via dei Myosotis               | Rue des Myosotis                | Bibian                         | Pianta conosciuta anche come Nontiscordardimé, diffusa nelle Alpi |

## N
| Nome in italiano | Nome in francese  | Quartiere/località | Note |
| ---------------- | ----------------- | ------------------ | --- |
| Piazza Narbonne  | Place de Narbonne | Centro della città | Città francese gemellata con Aosta, sottoprefettura del dipartimento dell'Aude (regione Linguadoca-Rossiglione) |

## O
| Nome in italiano    | Nome in francese   | Quartiere/località | Note                                                                             |
| ------------------- | ------------------ | ------------------ | -------------------------------------------------------------------------------- |
| Via Cesare Ollietti | Rue César Ollietti | Centro della città | Partigiano della Resistenza e protagonista dell'autonomia valdostana (1918-1948) |
| Via Sant'Orso       | Rue Saint-Ours     | Bourg Saint-Ours   |                                                                                  |

## P
| Nome in italiano                      | Nome in francese                      | Quartiere/località                     | Note |
| ------------------------------------- | ------------------------------------- | -------------------------------------- | --- |
| Viale della pace                      | Boulevard de la paix                  | Centro della città                     | |
| Via Ernesto Page                      | Rue Ernest Page                       | Quartiere Dora                         | Avvocato, politico e protagonista dell'autonomia valdostana (1888-1969) |
| Strada di Pallin                      | Route de Pallin                       | Pallin                                 | |
| Via Paravera                          | Rue Paravera                          | Centro della città                     | |
| Via Parigi                            | Rue de Paris                          | Saint-Martin-de-Corléans               | Capitale della Francia |
| Viale Partigiani                      | Avenue des Partisans                  | Centro della città                     | Viale dedicato ai partigiani valdostani della resistenza |
| Via Pietro Pasquettaz                 | Rue Pierre Pasquettaz                 | Condemine                              | Partigiano |
| Via Alessandro Passerin d'Entrèves    | Rue Alexandre Passerin d'Entrèves     | Roppoz                                 | Filosofo, antifascista, partigiano e storico del diritto (1902-1985) |
| Via abbé Auguste Petigat              | Rue abbé Auguste Petigat              | Collignon                              | Religioso originario di Villeneuve (1885-1958) |
| Via Piave                             | Rue du Piave                          | Centro della città                     | Fiume italiano |
| Via Piccolo San Bernardo              | Rue du Petit-Saint-Bernard            | Colle alpino tra l'Italia e la Francia | |
| Via Jean-Joseph-François de la Pierre | Rue Jean-Joseph-François de la Pierre | Centro della città                     | Senatore (1771-1858) del Regno di Sardegna, originario di Gressoney-Saint-Jean. |
| Via Plan des rives                    | Rue du Plan des rives                 | Condemine                              | |
| Piazza Plouve                         | Place Plouve                          | Centro della città                     | Già Rue de Plouve, toponimo ortografato erroneamente in Plouves fino al 2013, la piazza cambiò nome in Piazza Adigrat dal 1937 al 1946 per volontà delle autorità fasciste.                             |
| Via Alessandro Pollio Salimbeni       | Rue Alexandre Pollio Salimbeni        | Quartiere Cogne                        | Partigiano (1895-1945). |
|                                       | Ruelle des Pompes                     | Centro storico - Vieille ville         | Già Ruelle Saint-Grat, vicolo dove si trovava il vecchio deposito delle pompe antincendio. Questa via presenta unicamente la versione in francese.                                                      |
| Via Ponte romano                      | Rue du Pont romain                    | Ponte di pietra                        | |
| Via Pont-Suaz                         | Rue du Pont-Suaz                      | Pont-Suaz                              | Ponte sulla Dora Baltea che collega il comune di Aosta con quello di Charvensod |
| Strada di Porossan                    | Route de Porossan                     | Porossan                               | |
| Via Porta Prætoria                    | Rue de la Porte prétorienne           | Centro storico - Vieille ville         | Già Rue de la cité, la via che collega la porta romana principale di Aosta, ingresso orientale della città, alla piazza Émile Chanoux. La porta divide tradizionalmente il Bourg Saint-Ours dalla Cité. |
|                                       | Ruelle des Prés-fossés                | Centro storico - Vieille ville         | Toponimo. Questa via presenta unicamente la versione in francese. |
| Via Carlo Promis                      | Rue Charles Promis                    | Centro della città                     | Archeologo e architetto (1808-1872). |

## Q
| Nome in italiano | Nome in francese   | Quartiere/località             | Note                                                 |
| ---------------- | ------------------ | ------------------------------ | ---------------------------------------------------- |
| Via Quintana     | Rue de la Quintane | Centro storico - Vieille ville |                                                      |
| Via IV novembre  | Rue 4 Novembre     | Centro della città             | Giorno della fine della prima guerra mondiale (1918) |

## R
| Nome in italiano                    | Nome in francese                  | Quartiere/località                                   | Note |
| ----------------------------------- | --------------------------------- | ---------------------------------------------------- | --- |
| Via delle regioni                   | Rue des régions                   | Saint-Martin-de-Corléans                             | |
| Piazza della Repubblica             | Place de la République            | Centro della città                                   | Storicamente conosciuta come Le Plot e localmente come Piazza della lupa. |
| Via Guido Rey                       | Rue Guy Rey                       | Bourg Saint-Ours                                     | Guida alpina valdostana (1861-1935). |
| Via arcidiacono René Ribitel        | Rue archidiacre René Ribitel      | Centro storico - Vieille ville                       | Già Rue de la Ponteille Perron, via dedicata al canonico (Gruffy, ? - Aosta, 1716) della cattedrale di Aosta originario della Savoia. Devolse la maggior parte delle sue proprietà e ricchezze per la costruzione di chiese e conventi. Nel 1695 istituì la cattedra di teologia al priorato Saint-Jacquême, trasferita al collegio Saint-Bénin nel 1702. Il suo nome è legato inoltre a ritrovamenti archeologici a Introd e a Morgex. |
| Strada della Rochère                | Route de la Rochère               | La Rochère                                           | |
| Via Roma                            | Rue de Rome                       | Località: Les Capucins, Condemine, Roppoz, Borgnalle | Capitale d'Italia. La via cambiò nome in Via Addis Abeba dal 1937 al 1946 per volontà delle autorità fasciste. |
| Piazza barone Pierre-Léonard Roncas | Place baron Pierre-Léonard Roncas | Centro storico - Vieille ville                       | Già Place du palais, piazza dedicata al barone valdostano (1564-1639) primo segretario di Stato sabaudo. |

## S
| Nome in italiano                       | Nome in francese                         | Quartiere/località             | Note |
| -------------------------------------- | ---------------------------------------- | ------------------------------ | --- |
| Via Guido Saba                         | Rue Guy Saba                             | Quartiere Cogne                | Partigiano attivo durante la Seconda Guerra mondiale (1924-1944) |
| Via Federico Sacco                     | Rue Frédéric Sacco                       | Saint-Martin-de-Corléans       | |
| Via monsignor Pierre-François de Sales | Rue monseigneur Pierre-François de Sales | Centro storico - Vieille ville | Già Ruelle Saint-Jacquême, via dedicata al Vescovo di Aosta (1704-1783) dal 1741 al 1783, nipote di San Francesco di Sales. |
| Piazza Bruno Salvadori                 | Place Bruno Salvadori                    | Saint-Martin-de-Corléans       | Giornalista e politico valdostano (1942-1980) |
| Strada di Saumont                      | Route de Saumont                         | Saumont                        | Toponimo. |
| Via della Scuola Militare Alpina       | Rue École militaire alpine               | Beauregard                     | Strada che porta al castello Jocteau, sede del Centro Addestramento Alpino. |
| Via dei signori di Quart               | Rue des Seigneurs de Quart               | Roppoz                         | Famiglia nobiliare valdostana di Quart |
| Via Sinaia                             | Rue de Sinaïa                            | Montfleury                     | Città rumena gemellata con Aosta. |
| Piazza Soldats de la neige             | Place Soldats de la neige                | Quartiere Cogne                | |
| Via Jean-Joconde Stévenin              | Rue Jean-Joconde Stévenin                | Centro della città             | Presbitero, uomo politico e protagonista dell'autonomia valdostana. Ricoprì la carica di “facente funzioni di sindaco” di Aosta dal 1917 al 1919, a causa della partenza per il fronte del sindaco effettivo, il medico Désiré Norat. |

## T
| Nome in italiano             | Nome in francese             | Quartiere/località             | Note |
| ---------------------------- | ---------------------------- | ------------------------------ | --- |
| Via Jean-Baptiste de Tillier | Rue Jean-Baptiste de Tillier | Centro della città             | Già Rue de Nabuisson dalla piazza Émile Chanoux fino all'intersezione con l'attuale via Gramsci e Rue Saint-Grat fino alla Croix-de-Ville, via dedicata al politico e storico valdostano, segretario del Duché d'Aoste (1678-1744). La via cambiò nome in Via Roma dal 1937 al 1946 per volontà delle autorità fasciste. |
| Via de Tollein               | Rue de Tollein               | Bourg Saint-Ours               | |
| Via Torino                   | Rue de Turin                 | Centro della città             | Capoluogo del Piemonte e prima capitale d'Italia (1861-1865) |
| Via della Torre del lebbroso | Rue de la Tour du Lépreux    | Centro della città             | Già Ruelle du Friour, via dedicata alla torre resa celebre dal racconto Le lépreux de la cité d'Aoste dello scrittore savoiardo Xavier de Maistre. |
| Via Tour du Pailleron        | Rue de la Tour du Pailleron  | Centro della città             | |
| Via Tourneuve                | Rue de la Tourneuve          | Centro della città             | La via cambiò nome in Via Monte Pasubio dal 1937 al 1946 per volontà delle autorità fasciste. |
| Via abbé Joseph-Marie Trèves | Rue abbé Joseph-Marie Trèves | Centro della città             | Presbitero e militante antifascista, fondatore del movimento La jeune Vallée d'Aoste. |
| Via Trotechin                | Rue Trotechin                | Centro storico - Vieille ville | Già Rue du temple, dal ritrovamento di resti di un tempio romano in una cantina della via. Toponimo ortografato erroneamente in "Trottechien" dal 1969 al 2013. |
| Piazza Tzambarlet            | Place de Tzambarlet          | Tzambarlet                     | |

## V
| Nome in italiano                       | Nome in francese                     | Quartiere/località             | Note |
| -------------------------------------- | ------------------------------------ | ------------------------------ | --- |
| Via Lino Vaccari                       | Rue Lino Vaccari                     | Beauregard                     | Botanico e presidente onorario della Société de la Flore Valdôtaine (1873-1951).                                                                                                   |
| Via Valli valdostane                   | Rue des Vallées valdôtaines          | Quartiere Buthier              | |
| Corso XXVI Febbraio                    | Avenue 26 février                    | Centro della città             | Proclamazione dell'autonomia valdostana (1948). |
|                                        | Passage du Verger                    | Centro storico - Vieille ville | Traducibile come Passaggio del frutteto. Questa via presenta unicamente la versione in francese.                                                                                   |
| Via Arturo Verraz                      | Rue Arthur Verraz                    | Quartiere Cogne                | |
| Passaggio canonico Pierre-Louis Vescoz | Passage chanoine Pierre-Louis Vescoz | Centro storico - Vieille ville | Canonico e botanico (1840-1925), membro della Société de la Flore Valdôtaine, originario di Verrayes, dove gli è stato dedicato l'Arboretum Pierre-Louis Vescoz.                   |
| Via dell'antica vetreria               | Rue de l'ancienne vitrerie           | Bourg Saint-Ours               | |
| Via Vevey                              | Rue de Vevey                         | Centro della città             | Già Rue de la Ressaz, via dedicata a un'antica famiglia nobile aostana. La via cambiò nome in Via delle milizie dal 1937 al 1946 per volontà delle autorità fasciste.              |
| Via Viseran                            | Rue de Viseran                       | Borgnalle                      | Toponimo. |
| Via Voison                             | Rue du Voison (Chemin du Voison)     | Centro della città             | |
| Via Volontari del sangue               | Rue Donneurs de sang bénévoles       | Saint-Martin-de-Corléans       | |
| Piazza René Vuillermin                 | Place René Vuillermin                | Ponte di pietra                | La piazza cambiò nome in Piazza Terenzio Varrone dal 1937 al 1946 per volontà delle autorità fasciste.                                                                             |
| Via Aurora Vuillerminaz                | Rue Aurore Vuillerminaz              | Quartiere Cogne                | Nata il 22 marzo 1922 a Saint-Vincent, moglie di Adolphe Ourlaz, si unisce alla lotta partigiana nella val di Cogne. Fucilata all'età di 22 anni, il 16 ottobre 1944 a Villeneuve. |

## Z
| Nome in italiano     | Nome in francese     | Quartiere/località | Note |
| -------------------- | -------------------- | ------------------ | --- |
| Via Anton Zimmermann | Rue Anton Zimmermann | Centro della città | Imprenditore (1803-1873) nativo di Gressoney-Saint-Jean, fondatore nel 1837 della birreria "Aosta", nel centro storico |

Lista aggiornata a ottobre 2012